# Янушкевичус, Зигмас Ипполитович
Зигмас Ипполитович Янушкевичус (1911—1984) — советский литовский терапевт-кардиолог, академик АМН СССР. При прямом переводе с литовского на русский фамилия часто пишется так: Янушкявичюс.

## Биография
Родился в 1911 году в Тифлисе. С 1935 года сельский врач, ординатор университетской терапевтической клиники, ординатор госпитального взвода медсанбата, ассистент кафедры внутренних болезней медицинского факультета Каунасского университета, декан медицинского факультета университета, декан лечебного факультета, с 1953 ректор Каунасского медицинского института.
Возглавляя Каунасский медицинский институт, ведет большую работу по формированию коллектива, подбору его профессоров и преподавателей, созданию учебно-материальной базы, подготовке высококвалифицированных специалистов. Активно занимался и врачебной практикой, принимал деятельное участие в организации профилактических мероприятий в республике.
Опубликовал большое количество монографий и научных статей по актуальнейшим вопросам медицинской науки. В 1967 году он избирается действительным членом Академии медицинских наук СССР, а затем — Академии наук Литовской ССР. Многие годы продуктивно занимаясь научно-исследовательской работой, сформировал кардиологическую школу, был долголетним председателем Научного общества кардиологов Литвы. Учрежденная по его инициативе при Каунасском медицинском институте Центральная научно-исследовательская лаборатория выросла в современный Научно-исследовательский институт физиологии и патологии сердечно-сосудистой системы.
За организацию лечения больных инфарктом миокарда и разработку новых методов терапии в составе коллектива был удостоен Государственной премии СССР в области техники 1969 года.
Избирался депутатом Верховного Совета Литовской ССР 4—9-го созывов. Член КПСС с 1951 года.
Умер в Каунасе в 1984 году.